# Claude Simon
Pour les articles homonymes, voir Simon et Claude Simon (homonymie).

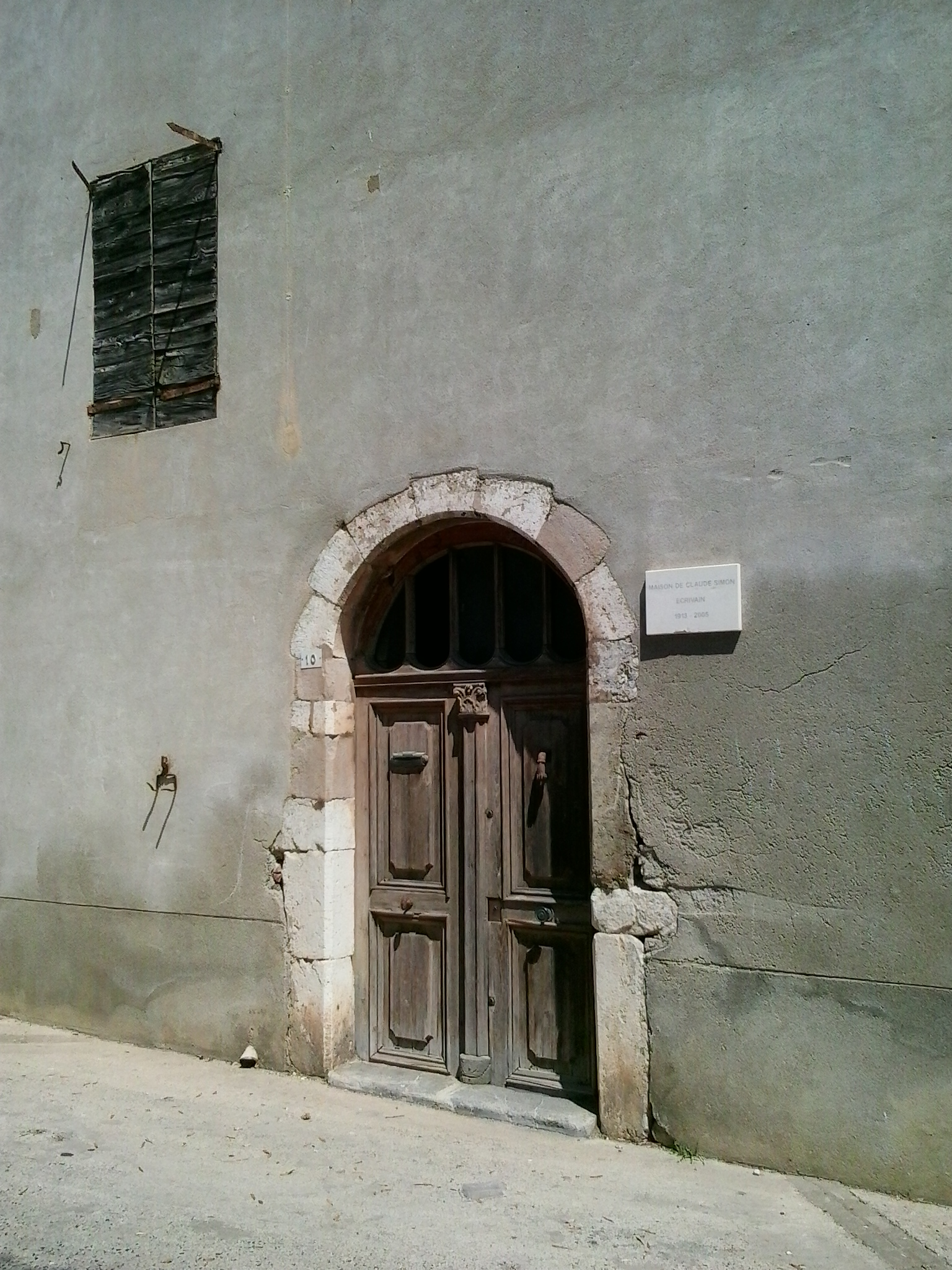
Claude Simon venait régulièrement passer l'été dans sa maison de Salses-le-Château reçue en héritage en 1963

Claude Simon, né le 10 octobre 1913 à Tananarive (Madagascar) et mort le 6 juillet 2005 à Paris (5e arrondissement), est un écrivain français qui a reçu le prix Nobel de littérature en 1985.
Édité par les Éditions de minuit à partir de 1957, il est très vite classé parmi les auteurs de l'école du Nouveau Roman, aux côtés notamment d'Alain Robbe-Grillet et de Samuel Beckett (lauréat du Prix Nobel de littérature en 1969). Ses livres les plus connus sont La Route des Flandres (1960), Histoire (Prix Médicis 1967) et Les Géorgiques (1981). Le prix Nobel vient en 1985 récompenser un auteur « qui, dans ses romans, combine la créativité du poète et du peintre avec une conscience profonde du temps dans la représentation de la condition humaine ». Par la suite, il publie encore L'Acacia (1989) et Le Jardin des Plantes (1997).
Il s'est également intéressé à la peinture et à la photographie.

## Biographie

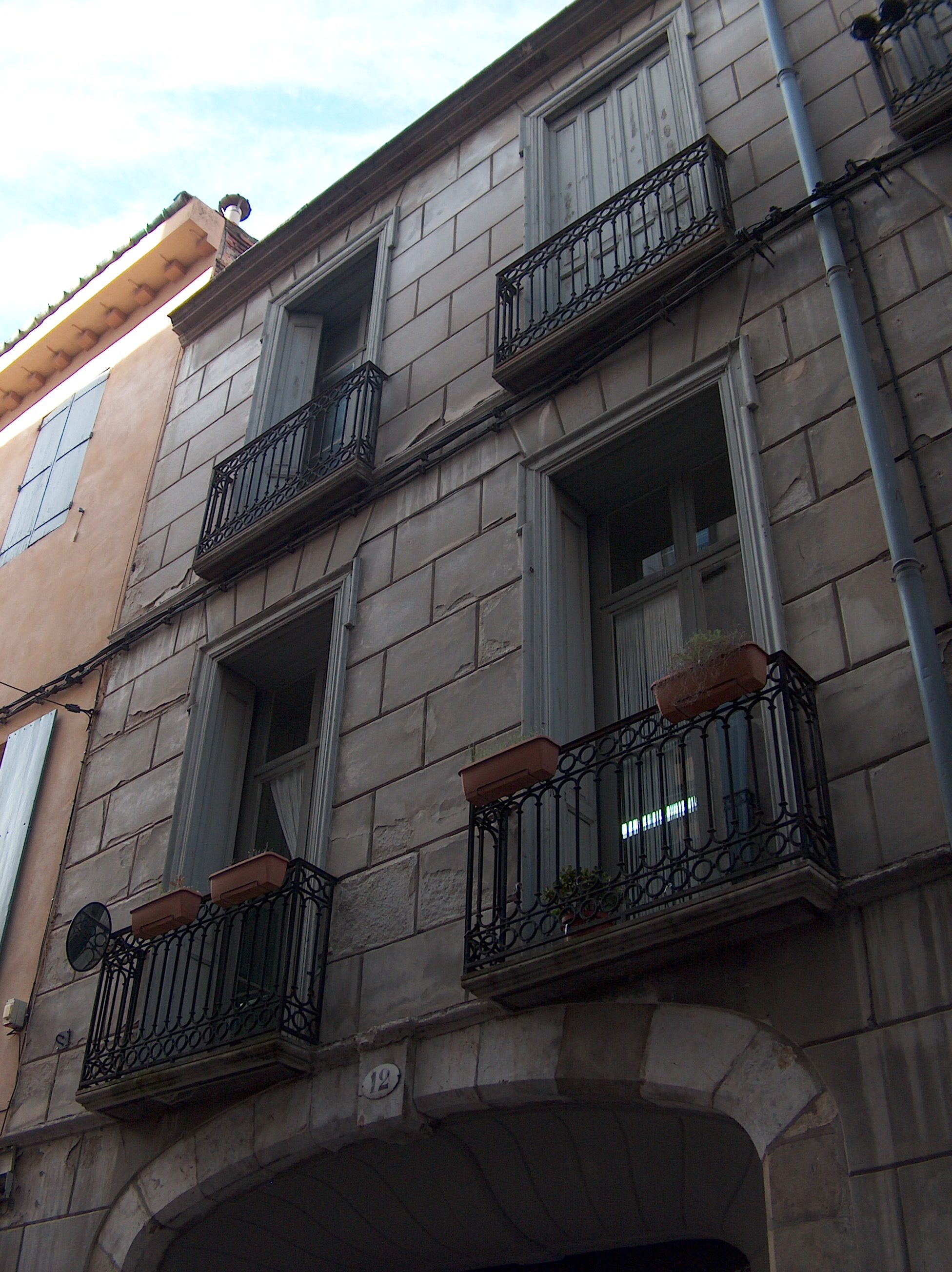
Claude Simon passa son enfance dans l'hôtel familial 12 rue de la Cloche d'Or à Perpignan

### Origines familiales et formation
Claude Simon naît le 10 octobre 1913, à Tananarive (Madagascar), d'un père militaire dans les troupes coloniales. Celui-ci meurt le 27 août 1914, près de Verdun, au début de la Première Guerre mondiale (commencée le 3 août 1914 en ce qui concerne la France).
Sa mère, issue d'une famille du Tarn, descend du général Jean-Pierre Lacombe-Saint-Michel, député à la Convention (1792-1795).
À partir de 1914, sa mère et lui vivent à Perpignan (Pyrénées-Orientales). Il commence ses études secondaires en 1924 au lycée François Arago de Perpignan (une promotion y est d'ailleurs nommée en son honneur).
Après la mort de sa mère en 1925, des suites d'un cancer, l'éducation de Claude est prise en charge par sa grand-mère maternelle et par un de ses oncles, sous la tutelle d'un cousin germain[réf. nécessaire]. Il devient alors élève du collège Stanislas à Paris (1925-1930), puis du lycée Saint-Louis.
Bachelier en 1931, il se consacre ensuite à la peinture et à la photographie, suivant notamment des cours à l'académie de peinture André Lhote.

### Débuts (1934-1939)
De 1934 à 1935, il fait son service militaire au 31e régiment de dragons, caserné à Lunéville.
L'année suivante, il commence à écrire. Au début de la guerre civile en Espagne (18 juillet 1936), il se rend à Barcelone, bastion républicain face aux rebelles franquistes (il décrit cette expérience dans son roman Le Palace).
En 1937, il effectue un voyage qui le conduit en Allemagne, en Pologne et en URSS. Il se lance dans l'écriture d'un premier roman, Le Tricheur (publié en 1945).

### Période de la Seconde Guerre mondiale (1939-1945)
En septembre 1939, lorsque la Seconde Guerre mondiale éclate, il est mobilisé au 31e régiment de dragons. Fait prisonnier par les Allemands après le désastre subi par l'armée française en mai-juin 1940, il est transféré dans un camp de prisonniers de guerre situé en Saxe. Il s'en évade et réussit à revenir à Perpignan, alors en zone libre. Craignant d'être arrêté après l'occupation de cette zone (le 11 novembre 1942, à la suite du débarquement allié en Afrique du Nord), il se rend à Paris[Quand ?] où il habite jusqu'à la Libération (24 août 1944), participant à la Résistance[réf. nécessaire].

### Débuts en littérature
Après la guerre, il devient viticulteur en Roussillon sur sa propre exploitation et commence la rédaction de plusieurs romans, édités au Sagittaire, puis chez Calmann-Lévy, qu'il considèrera par la suite comme appartenant à une période probatoire et peu convaincante : La Corde raide (1947), Gulliver (1952) et Le Sacre du printemps (1954). Cette période s'achève avec la publication du Vent (1957).
En 1957, il passe aux Éditions de Minuit, qui rééditent alors son premier roman, Le Tricheur (1945). Les livres suivants le classent, pour beaucoup de critiques, dans la mouvance du Nouveau Roman (selon le terme de Roger-Michel Allemand). Il est présent sur la « photographie du Nouveau Roman », qui réunit à la fin de 1959, plusieurs auteurs de ce courant.
Son roman La Route des Flandres, qui évoque la période de la défaite de 1940, obtient le prix de l'Express en 1960, année où il signe le Manifeste des 121 sur le droit à l'insoumission dans la guerre d'Algérie. En 1967, il obtient le prix Médicis pour l'un de ses romans les plus connus, Histoire.
Après l'avoir rencontrée en 1962 chez Jérôme Lindon, directeur des Éditions de Minuit, Claude Simon se marie en secondes noces avec Réa Karavas.
En 1981, Les Géorgiques, paru au bout de six années d'écriture, sans autre publication durant cette période, est un de ses romans majeurs.

### Prix Nobel (1985)
En 1985, le prix Nobel de littérature vient récompenser l'un des plus grands représentants français de la modernité littéraire dont l'œuvre, novatrice et exigeante, fut occultée, contestée voire rejetée par une partie de la presse et du public pour « hermétisme », « confusionnisme » et « artificialité ». Bien que l'auteur soit lu et apprécié à l'étranger, son nom est en effet méconnu de la plupart des médias français lors de l'attribution de la récompense.
Voici un extrait de son discours de remerciement lors de la cérémonie de remise des prix Nobel à Stockholm, le 9 décembre 1985 :
« Je suis maintenant un vieil homme, et, comme beaucoup d'habitants de notre vieille Europe, la première partie de ma vie a été assez mouvementée : j'ai été témoin d'une révolution, j'ai fait la guerre dans des conditions particulièrement meurtrières (j'appartenais à l'un de ces régiments que les états-majors sacrifient froidement à l'avance et dont, en huit jours, il n'est pratiquement rien resté), j'ai été fait prisonnier, j'ai connu la faim, le travail physique jusqu'à l'épuisement, je me suis évadé, j'ai été gravement malade, plusieurs fois au bord de la mort, violente ou naturelle, j'ai côtoyé les gens les plus divers, aussi bien des prêtres que des incendiaires d'églises, de paisibles bourgeois que des anarchistes, des philosophes que des illettrés, j'ai partagé mon pain avec des truands, enfin j'ai voyagé un peu partout dans le monde... et cependant, je n'ai jamais encore, à soixante-douze ans, découvert aucun sens à tout cela, si ce n'est comme l'a dit, je crois, Barthes après Shakespeare, que « si le monde signifie quelque chose, c'est qu'il ne signifie rien » — sauf qu'il est. »

### Vie personnelle
Il réside entre sa maison de Salses-le-Château et son appartement au no 3 place Monge qu'il habite depuis 1965, dans le Quartier latin à Paris. Dostoievski et Marcel Proust sont ses auteurs de chevet.
Intéressé par la peinture, il fréquente Pierre Soulages et correspond avec Jean Dubuffet. Il apprécie l'œuvre de Nicolas Poussin, de Pierre Alechinsky et d'Antoni Tàpies. Bien avant sa mort, il demande à sa seconde épouse de détruire tous ses tableaux, qu'il juge quelconques.
Claude Simon était également photographe,.

### Mort et funérailles
Claude Simon meurt le 6 juillet 2005, à l'âge de 91 ans.
Il est inhumé à Paris, au cimetière de Montmartre. 
En 2006, ses grands romans sont édités à la Bibliothèque de la Pléiade.
En 2013, à l'initiative de Dominique Viart et d'Alain Fleischer, la Bibliothèque publique d'information, associée au Centre Georges-Pompidou, lui consacre une exposition : "Claude Simon. l'inépuisable chaos du monde".
Sous le même titre, Alain Fleischer réalise en 2014 un documentaire intégrant un long entretien avec Réa Simon, veuve de l'écrivain.

## Son œuvre

### Nouveau Roman
Assimilée au Nouveau Roman, son œuvre littéraire cherche à retranscrire les mécanismes de la pensée et donne le sentiment d'une profonde unité thématique et stylistique. Elle rejette l'illusion référentielle ainsi que l'héritage du réalisme et du naturalisme (lien de cause à effet, effet de réel, représentation fidèle et vraisemblable d'une réalité objective, identification aux personnages). Néanmoins, elle n'abandonne pas la dimension narrative du roman qu'elle renouvelle tout en délaissant un aspect purement fictionnel : l'inspiration autobiographique, primordiale, est le point de départ d'une reconstruction imaginaire du monde par le langage. Ses ouvrages comprennent certains épisodes vécus (la guerre d'Espagne, l'engagement sur le front de 1940) qui nourrissent plusieurs romans. Ces derniers présentent au lecteur des figures récurrentes comme la mère, perdue à 11 ans, la grand-mère et l'oncle, qui ont élevé l'écrivain, et les deux tantes, qui s'étaient sacrifiées pour permettre au père de faire ses études. À cela s'ajoutent les archives personnelles du romancier : les photographies familiales, les papiers d'un aïeul général et les cartes postales que le père, en poste dans les colonies, écrivit à la mère durant leurs fiançailles.

### Esthétique du collage
Les romans de l'auteur sont traversés par les thèmes de l'érotisme, de la guerre, de l'histoire perçue comme un éternel recommencement et du temps conçu comme un piétinement immobile. Ils évoquent également l'embourbement et l'enlisement, tant physique que psychique. La thématique de l'enlisement est rendue, dans le texte, par des procédés d'écriture particuliers tels que l'étirement de la phrase, la répétition, la digression, la disparition de la ponctuation ou encore l'emboîtement vertigineux de parenthèses. Un flot d'images, de citations, de jeux de mots et de métaphores vient perturber la logique narrative, sans toutefois s'éloigner d'une certaine cohérence. L'auteur cherche également à exalter la sensation, donnant une dimension éminemment tactile à ses évocations. Inspirée d'abord par Marcel Proust et William Faulkner auquel elle emprunte la forme « -ing », retranscrite en français par l'emploi répété des participes présents pour tenter de figer le temps, l'écriture de Claude Simon se caractérise par un travail formel d'importance. On y retrouve l'approche du peintre cubiste qui brouille la figuration, déforme les corps et tord la perspective. Sa composition littéraire, qui malmène la chronologie et unit ou sépare des scènes et des images disparates, est aussi comparée au collage en peinture,. Son style, très découpé et visuel, est par ailleurs rapproché du cinéma ; Simon étant un grand cinéphile doublé d'un passionné des formes et de la virtuosité technique des films,,. La perception organique de l'histoire vécue s'illustre par la présentation de détails apparemment insignifiants et par le mouvement chaotique de l'imagination qui guide le récit. À cela se mêlent des considérations esthétiques et des réflexions fournies sur le langage littéraire.

### Présent de l'écriture
Le « magma de mots et d'émotions » (métaphore employée par Simon dans le Discours de Stockholm en 1985 pour qualifier son œuvre), qui précède l'acte d'écrire, vient briser la narration linéaire et la progression dramatique dans son œuvre. Le modèle littéraire hérité du XIXe siècle est ostensiblement malmené. Les différentes références aux lieux et aux époques sont simultanément saisies par une langue prolixe et discontinue qui fige la durée du récit par l'utilisation de périphrases (« Achille immobile à grands pas ») ou cherche au contraire à animer des images immobiles nourrissant l'histoire en différents endroits (peintures, photographies, cartes postales, timbres-poste...). « On n'écrit (ou ne décrit) jamais quelque chose qui s'est passé avant le travail d'écrire, mais bien ce qui se produit (et cela dans tous les sens du terme) au cours de ce travail, au présent de celui-ci et qui résulte, non pas du conflit entre le très vague projet initial et la langue, mais au contraire, d'une symbiose entre les deux qui fait, du moins chez moi, que le résultat est infiniment plus riche que l'intention », explique-t-il, toujours dans le Discours de Stockholm en 1985, afin de caractériser son travail d'écrivain. Il qualifie également son style, dans Orion aveugle, de « combinatoire » (arrangements, permutations, combinaisons) qui rend sensible le présent de l'écriture.

### La mémoire sensorielle
Les romans de Simon se veulent une exploration spéculative de la mémoire. Ils se fondent en effet sur une remémoration reconstituée dans sa durée matérielle, son aspect sensoriel et sa dimension énigmatique ou fragmentaire. La frontière entre réalité et hallucination est abolie. Cet effet est particulièrement sensible à partir des romans Le Vent et L'Herbe, premiers ouvrages parus aux Éditions de Minuit. Ainsi, dans La Route des Flandres, Simon explore la mémoire à travers l'histoire d'une famille et de quelques-uns de ses membres bousculés par la débâcle de 1940. Le livre construit un réseau saturé de souvenirs, d'évocations, de visions et d'images, jouant sur les rapports entre le passé vécu, reconstruit ou fantasmé, le langage et l'inconscient.
Le Palace raconte « sa » guerre d'Espagne. Suivent de nombreux romans fondés sur son expérience, soit à partir d'un épisode historique, soit à partir d'événements vécus. Histoire et Les Corps conducteurs approfondissent sa technique de collage et mettent sur le même plan fragments mémoriels de la grande histoire et de l'histoire personnelle en s'éloignant des règles orthotypographiques en vigueur. Triptyque repose sur le principe de triple mise en abyme et Leçon de choses mêle trois temporalités à travers la description d'une pièce en travaux. La Bataille de Pharsale renforce son art de la coupe, s'axant sur une intertextualité constante et de nombreuses références à la peinture (Nicolas Poussin, Albrecht Dürer, Pieter Brueghel l'Ancien, Paolo Ucello, Piero della Francesca). D'abord paru sous le titre Femmes (sur 23 peintures de Joan Miró), La Chevelure de Bérénice est un hommage aux mondes et aux personnages peints par Miró qui glisse d'une scène à l'autre par une série d'images sensuelles,. Dans ses derniers livres, comme Les Géorgiques qui alterne le point de vue de trois combattants en train d'écrire et L'Acacia, Claude Simon s'interroge sur les fondements de son art poétique et de son éthique de créateur par le biais d'une prose très dense. L'Acacia a un caractère sensiblement autobiographique. Ayant décrit dans ce livre en même temps la jeunesse de ses parents, qu´il n´a pas connue, et sa propre vie, Simon ouvre la fin sur le commencement de l'écriture, tout en annonçant sous forme implicite sa propre mort, en comparant sa vie avec un arbre - l'acacia - qu´il regarde de sa fenêtre: « ..., les folioles ovales teintées d'un vert cru par la lumière électrique remuant par moments comme des aigrettes, comme animées soudain d'un mouvement propre, comme si l'arbre tout entier se réveillait, s'ébrouait, se secouait, après quoi tout s'apaisait et elles reprenaient leur immobilité. ». Le Jardin des Plantes questionne une nature détruite et reconstruite par l'imaginaire romanesque. Le Tramway se conçoit comme une métaphore de l'existence dans laquelle des allers-retours incessants s'organisent entre la mémoire d'un vieil homme malade et celle d'un enfant orphelin, toujours en écho à la vie de l'écrivain.

### Différence avec Marcel Proust
Si le style de Simon peut rappeler celui de Marcel Proust, il s'en éloigne par la simplicité du langage, même si cela ne paraît pas. Les aspirations littéraires des deux auteurs entrent même en contradiction :

- Le modèle vanté par Proust saisit des flux de conscience et les vestiges d'une perception gustative nommés « mémoire involontaire » (la métaphore de la madeleine) dans À la recherche du temps perdu pour recomposer l'image d'une société disparue. Par cette opération, le Narrateur proustien accède à l'éternité d'un temps sublimé par l'imaginaire et goûte à la toute-puissance de la création artistique.
- Simon prend le chemin inverse : il diffracte la mémoire en fragments de souvenirs, en figures floues ou en bribes d'espaces-temps irréconciliables les unes avec les autres, mettant ainsi en scène les ruines d'une pensée torturée et hantée par les marques physiques de l'histoire vécue.

Ainsi le romancier renvoie-t-il le processus de création littéraire à une conscience amère du temps sensible et aux motifs de l'aliénation, de l'obsession, du ressassement et de la finitude. En conséquence, ni le narrateur ni l'écrivain ne peuvent être sauvés par l'acte d'écriture.

### L'art de la phrase
La difficulté principale à laquelle se heurte tout lecteur de Simon réside dans sa syntaxe ample, où des phrases s'écoulent souvent sur des pages entières sans aucune ponctuation, et dans la construction générale de ses œuvres qui débutent comme elles pourraient se clore et ne s'appuient sur aucun schéma narratif prédéfini. Ses livres peuvent être considérés comme une juxtaposition vertigineuse de comparaisons, de phrases et de périphrases, formant une phrase unique.

## Le débat entre Claude Simon et Kenzaburo Oe (1995)
Claude Simon s'est généralement tenu à l'écart de la vie médiatique et ses prises de position directes ont été rares.
En 1995 cependant, une polémique l'oppose à l'écrivain japonais Kenzaburō Ōe, également lauréat du Prix Nobel, qui dénonce la reprise des essais nucléaires français décidés par Jacques Chirac, élu président de la République en 1995. Oe décide même de boycotter le Festival de littérature japonaise d'Aix-en-Provence, dont il est l'invité d'honneur.
Simon lui répond par une lettre ouverte en soutenant catégoriquement le droit de la France à faire des essais dans le Pacifique :
« Vous avez cru devoir, il y a peu, manifester assez grossièrement votre hostilité à mon pays, où vous aviez été invité, en flétrissant les essais nucléaires auxquels celui-ci procède sur un petit îlot du Pacifique à des milliers de kilomètres de chez vous et d'autres pays. De multiples voix d'experts ont cependant affirmé que ces essais sont d'une parfaite innocuité sur l'environnement, tant terrestre que maritime ou humain. Au surplus, à qui fera-t-on croire sans rire que la France médite une guerre d'agression ? »
 

L'écrivain français va jusqu'à qualifier l'opposition d'Ōe de grande lâcheté et la met sur le compte d'une certaine hypocrisie nationale : 
« On a complaisamment répandu (cela frappe l'imagination de ceux qui en sont dépourvus) les photographies des ruines d'Hiroshima ainsi que des pitoyables victimes souffrant encore, des années après cette catastrophe, de brûlures et d'affections cancéreuses découlant de la radio-activité.
On n'a pas, par contre, montré les photos des populations japonaises contraintes au suicide par vos militaires à l'approche de l'ennemi, non plus celles des survivantes de ces femmes et de ces jeunes filles enfermées dans vos bordels militaires et dont l'équilibre psychique est au moins aussi estropié à jamais que peuvent l'être des corps par des brûlures ou des cancers. J'ai même lu (mais détrompez-moi si cette information est inexacte) que des « médecins » japonais auraient procédé sur des prisonniers de guerre américains (l'équipage, en particulier, d'un bombardier) à des « expériences » d'une impensable horreur dont on n'a connu l'équivalent que dans les camps d'extermination de l'Allemagne nazie, cette Allemagne d'où aujourd'hui, dit-on, provient une grande partie des fonds de financement de Greenpeace. »
 

Ōe répond à Claude Simon de la même façon en faisant part de son étonnement devant la violence de sa réaction et il exprime le regret que son collègue français ne raisonne que sur un plan historique national, sans aspirer à une réflexion écologique universelle :
«  Au lieu de critiquer à mon tour une réaction excessive à mettre sur le compte d'un esprit bercé de la Gloire de la Grande France, je me contenterai de dire avec une réelle tristesse que c'est là une interprétation contraire à la réalité et due à l'éloignement de nos deux pays [...]. Lorsque vous vous moquez de ceux qui disent que la France est prête à déclencher une guerre d'agression avec ses armes nucléaires, je ne peux certes qu'être d'accord avec vous, mais je tiens aussi à souligner que Jacques Chirac a déjà commencé à agresser l'environnement mondial [...]. Cet automne, j'ai fait la connaissance à l'université des Nations unies à Tokyo d'un autre Français remarquable : le commandant Cousteau. Et je me suis demandé pourquoi la voix de ce grand océanographe n'est pas parvenue jusqu'à vous. Cette voix nous met en garde contre les dangers imminents de pollution par la radioactivité que révèlent des plongées réalisées par son équipe sous l'atoll de Mururoa. »

## Publications
La plupart des ouvrages de Claude Simon ont été publiés par les Éditions de Minuit (Paris).

### Romans
- 1945 : Le Tricheur, Éditions du Sagittaire (réédité en 1957 par les Éditions de Minuit)
- 1947 : La Corde raide, Éditions du Sagittaire (réédité en 1957 par les Éditions de Minuit, puis en 2025 dans une édition comprenant aussi Le Tricheur)
- 1952 : Gulliver, Paris, Calmann-Lévy
- 1954 : Le Sacre du Printemps, Paris, Calmann-Lévy
- 1957 : Le Vent. Tentative de restitution d'un retable baroque, Éditions de Minuit
- 1958 : L'Herbe, Éditions de Minuit
- 1960 : La Route des Flandres, Éditions de Minuit (prix de l'Express 1960)
- 1962 : Le Palace, Éditions de Minuit
- 1967 : Histoire, Éditions de Minuit (prix Médicis 1967)
- 1969 : La Bataille de Pharsale, Éditions de Minuit
- 1970 : Orion aveugle, Skira, coll. « Sentiers de la création »
- 1971 : Les Corps conducteurs, Éditions de Minuit (ré-arrangement du texte d'Orion aveugle)
- 1973 : Triptyque, Éditions de Minuit
- 1975 : Leçon de choses, Éditions de Minuit
- 1981 : Les Géorgiques, Éditions de Minuit
- 1988 : L'Invitation, Éditions de Minuit
- 1989 : L'Acacia, Éditions de Minuit
- 1997 : Le Jardin des plantes, Éditions de Minuit
- 2001 : Le Tramway, Éditions de Minuit
- 2015 : Le Cheval, Nolay, Éditions du Chemin de fer. Postface de Mireille Calle-Gruber.

### Autres
- 1966 : Femmes, Paris, Éditions Maeght (sur vingt-trois peintures de Joan Miró)
- 1984 : La Chevelure de Bérénice, Éditions de Minuit (reprise du texte de Femmes)
- 1986 : Discours de Stockholm, Éditions de Minuit (discours prononcé à l'occasion de la réception du prix Nobel)
- 1988 : Album d'un amateur, Remagen-Rolandseck, Rommerskirchen (Allemagne)[25]
- 1992 : Photographies, 1937-1970, Éditions Maeght
- 1994 : Correspondance avec Jean Dubuffet, L'Échoppe
- 2009 : Archipel et Nord, Éditions de Minuit (deux textes de facture poétique parus en 1974 dans les revues finlandaises Åland et Finland)[26].
- 2012 : Quatre conférences, Éditions de Minuit (conférences prononcées entre 1980 et 1993)[27].
- 2019 : La Séparation, Nolay, Éditions du Chemin de fer (pièce de théâtre jouée en 1963, mais restée inédite)[28].
- 2023 : Scénario de La route des Flandres, Nolay, Éditions du Chemin de fer[29].

### Bibliothèque de la Pléiade (2006-2013)
Les principales œuvres de Claude Simon ont été publiées dans la collection Bibliothèque de la Pléiade en deux tomes, coordonnés par Alastair Duncan, en collaboration avec Bérénice Bonhomme, Jean H. Duffy et David Zemmour.
Le choix des textes du premier tome a été réalisé par Claude Simon lui-même ; le second tome regroupe les textes les plus visiblement fondés sur un matériau familial[pas clair] :
- 2006 : Claude Simon, Œuvres, vol. 522, Paris, Gallimard, coll. « Bibliothèque de la Pléiade », 16 février 2006, 1582 p., 105 x 170 mm (ISBN 2-07-011708-1, présentation en ligne)Le Vent, tentative de restitution d'un retable baroque (1957), La Route des Flandres (1960), Le Palace (1962), La Chevelure de Bérénice (reprise de Femmes, 1966), La Bataille de Pharsale (1969), Triptyque (1973), Discours de Stockholm (1986), Le Jardin des Plantes (1997). Appendices : deux textes de Claude Simon sur le roman ; textes, plans et schémas de Claude Simon relatifs à ses romans.
- 2013 : Claude Simon, Œuvres, Tome II, vol. 586, Paris, Gallimard, coll. « Bibliothèque de la Pléiade », 14 février 2013, 1656 p., 105 x 170 mm (ISBN 978-2-07-011912-7, présentation en ligne)L'Herbe (1958), Histoire (1967), Les Corps conducteurs (1971), Leçon de choses (1975), Les Géorgiques (1981), L'Invitation (1987), L'Acacia (1989), Le Tramway (2001), Archipel, Nord (1974/2009). Appendices : textes, plans et schémas de Claude Simon relatifs à ses romans ; notices, note sur les cartes postales d'Histoire, notes, bibliographie.

## Colloques et séminaires

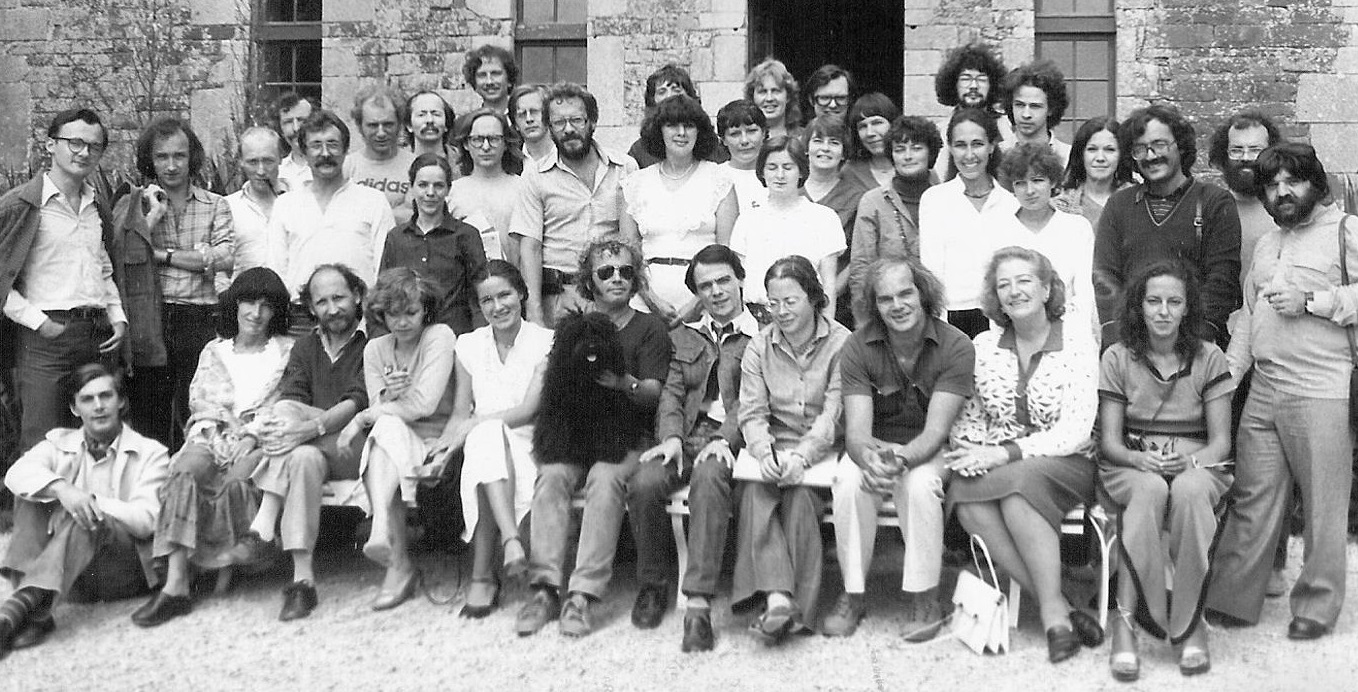
Atelier de littérature contemporaine avec Marc Avelot, Philippe Binant, Bernard Magné, Claudette Oriol-Boyer, Jean Ricardou pendant l'écriture des Géorgiques (Cerisy, 1980).

### Colloques de Cerisy sous la direction deJean Ricardou
- Nouveau roman : hier, aujourd'hui[31], Cerisy-la-Salle[32], 1971[33].
- Claude Simon : analyse, théorie[34], Cerisy-la-Salle, 1974[33].
- Robbe-Grillet : analyse, théorie, Cerisy-la-Salle, 1975[33].
- Pour une théorie matérialiste du texte, Cerisy-la-Salle, 1980[35],[36].

### Autres
- Claude Simon: relations étrangères, colloque coorganisé par l'université de Genève et l'Association des lecteurs de Claude Simon, 13-14 mai 2022 (vidéo en ligne).

## Postérité et hommages

### Associations
- L'Association des lecteurs de Claude Simon (ALCS), fondée en 2003 par Dominique Viart, réunit les chercheurs et lecteurs de nombreux pays autour de l'œuvre de l'écrivain[37]. Elle organise deux fois par an un séminaire Claude Simon qui réunit les spécialistes de l'oeuvre, anime un site internet qui lui est consacré et publie chaque année les Cahiers Claude Simon[38].
- L'association Archive : Claude Simon et ses contemporains (ARCS)[39], créée en 2012[40], s'efforce de « répertorier cette archive et son contexte, d’assurer sa conservation et sa transmission », ainsi que de former et de stimuler des jeunes chercheurs en sciences humaines et du patrimoine. Elle soutient également les travaux de recherche portant sur le patrimoine littéraire et artistique du XXe siècle,

### Divers
- La Route des Flandres était au programme du concours d'entrée à l'École normale supérieure pour la session 2011.
- La promotion 2007-2010 du lycée François Arago de Perpignan, où il a été élève en 1924-1925, porte son nom.

### Canular littéraire (2017)
En 2017, deux écrivains, dont un était convaincu qu'« aucun éditeur, aujourd'hui, n'accepterait de publier Claude Simon », ont adressé une cinquantaine de pages du roman Le Palace à dix-neuf maisons d'édition françaises. Sept n'ont donné aucune réponse, les douze autres ont rejeté le manuscrit, l'une d'elles ayant envoyé la réponse suivante : « Le récit ne permet pas l'élaboration d'une véritable intrigue avec des personnages bien dessinés. »

## Décorations
- Grand officier de l'ordre national du Mérite (1986)[42]
- Commandeur de l'ordre des Arts et des Lettres

#### Collection éditoriale consacrée à Claude Simon
- Fondée en 2007 aux Presses Universitaires du Septentrion par Philippe Bonnefis et Dominique Viart, la collection "Claude Simon" publie des monographies et des ouvrages collectifs consacrés à l'oeuvre de l'écrivain (8 volumes sont parus).

#### Revues consacrées à Claude Simon
- La Revue des Lettres modernes, série Le Nouveau Roman en questions, directeur Roger-Michel Allemand, Lettres modernes Minard[pas clair], cinq numéros parus, le premier en 1992.
  - Dans le numéro 5 (2004), figurent les « Réponses de Claude Simon à quelques questions écrites de Roger-Michel Allemand », p. 235-239.
- La Revue des Lettres Modernes, série Claude Simon, directeur Ralph Sarkonak, Lettres modernes Minard, cinq numéros parus, le premier en 1994.
- Cahiers Claude Simon, revue annuelle de l'Association des lecteurs de Claude Simon, Presses Universitaires de Rennes (depuis 2014), directeurs actuels de la publication : Pascal Mougin et Cécile Yapaudjian-Labat (depuis 2021), seize numéros parus, le premier en 2005.
- Maylis de Kerangal sur les grands chemins de Claude Simon, Carnets de Chaminadour n° 11, Guéret, Association des lecteurs de Marcel Jouhandeau et des amis de Chaminadour, 2015.

#### Travaux sur Claude Simon
- Marcel Séguier, Claude Simon : Entretiens, Rodez, Subervie, 1972
- Jean-Louis Dega, « L'ascendance tarnaise de Claude Simon », Revue du Tarn, no 120, 1985, pp. 615-632.
- Lucien Dällenbach, Claude Simon, Paris, Seuil, coll. « Les contemporains », 1988.
- Mireille Calle-Gruber, Claude Simon. Une vie à écrire, Paris, Seuil, coll. « Biographie », 2011.
- Roger-Michel Allemand, « Claude Simon pour tout vestige », Babel, n° 27, 1er semestre 2013, p. 231-245.
- Mireille Calle-Gruber et François Buffet, Claude Simon, la mémoire du roman. Lettres de son passé (1914-1916), préface de Michel Butor, Bruxelles, Les Impressions Nouvelles, 2014[43].

#### Sur l'œuvre de Claude Simon
- Stuart Sykes, Les Romans de Claude Simon, Paris, Minuit, 1979.
- Ludovic Janvier, Une parole exigeante, Paris, Minuit, 1984.
- Jean Ricardou (dir.), Colloque de Cerisy, Claude Simon, analyse/théorie, Paris, UGE, coll. « 10/18 », 1975 (réédité chez Impressions nouvelles, 1986).
- Ralph Sarkonak, Claude Simon : les carrefours du texte, Toronto, Paratexte, 1986.
- Lucien Dällenbach, Roger Dragonetti, Georges Raillard et Jean Starobinski, Sur Claude Simon, Paris, Minuit, 1987.
- Mireille Calle-Gruber et Michel Butor, Claude Simon Chemins de la mémoire, Québec, Le Griffon d'argile, 1993.
- Bernard Andrès, Profils du personnage chez Claude Simon, Paris, Minuit, 1993.
- Ralph Sarkonak, Les Trajets de l’écriture : Claude Simon, Toronto, Paratexte, 1994.
- Mireille Calle (dir.), « Les sites de l'écriture », colloque Claude Simon tenu à l'Université Queen's, Paris, Nizet, 1995 (recension détaillée d'Anne-Lise Blanc dans la revue Littérature, 1995).
- Patrick Longuet, Lire Claude Simon. La Polyphonie du monde, Paris, Minuit, 1995.
- Dominique Viart, Une mémoire inquiète, Paris, PUF, 1997.
- Mireille Calle-Gruber, Le Grand Temps : Essai sur l'œuvre de Claude Simon, Villeneuve-d'Ascq, Presses universitaires du Septentrion, 2004.
- Jean-Yves Laurichesse (ed.), « Claude Simon. Allées et venues », Cahiers de l'Université de Perpignan, no 34, 2004.
- Bérénice Bonhomme, Claude Simon. Une écriture en cinéma, Lausanne, Peter Lang, 2010.
- Mireille Calle-Gruber, Claude Simon, L'inlassable réancrage du vécu, Paris, La Différence, 2010.
- Christian Michel, Poétique de l'analogie, Paris, Classiques Garnier, 2013.
- Ralph Sarkonak, L'Archive du réel. Essais sur Claude Simon, Villeneuve-d'Ascq, Presses Universitaires du Septentrion, 2020.
- Dominique Viart (dir.), Claude Simon. L'inépuisable chaos du monde, Collection "Claude Simon", Villeneuve d'Ascq, Presses universitaires du Septentrion, 2024.

#### Sur des thèmes particuliers
- Christine Genin, L'Expérience du lecteur dans les romans de Claude Simon. Lecture studieuse et lecture poignante, Paris, Honoré Champion, coll. « Littérature de notre siècle » n° 6, 1997.
- Jean-Yves Laurichesse, La Bataille des odeurs. L'espace olfactif des romans de Claude Simon, Paris, L'Harmattan, 1998.
- Ilias Yocaris, L’Impossible totalité. Une étude de la complexité dans l’œuvre de Claude Simon, Toronto, Paratexte, 2002.
- Alexandre Prstojevic, Le Roman face à l´Histoire Essai sur Claude Simon et Danilo Kis, Paris, L'Harmattan, 2005.
- Stéphanie Orace, Le Chant de l'arabesque. Poétique de la répétition dans l'œuvre de Claude Simon, Amsterdam, Rodopi, 2005.
- Claire Guizard, Claude Simon, la répétition à l´œuvre, Paris, L'Harmattan, 2005.
- Bérénice Bonhomme, Claude Simon, l´écriture cinématographique, Paris, L'Harmattan, 2005.
- Christian Milovanoff : « Des nécessités formelles », Cahiers Claude Simon, Presses Universitaires de Perpignan, 2006, no 2 (Claude Simon, maintenant), p. 101-104 [cet article évoque le rôle du visuel dans le processus d'écriture de Claude Simon]
- David Zemmour, Une syntaxe du sensible. Claude Simon et l’écriture de la perception, Paris, Presses de l’université Paris-Sorbonne, 2008.
- Mireille Calle-Gruber, Les Triptyques de Claude Simon ou l'art du montage, Paris, Presses de la Sorbonne nouvelle, 2008.
- Bérénice Bonhomme, Claude Simon, la passion cinéma, Villeneuve-d'Ascq, Presses universitaires du Septentrion, 2011.
- Catherine Haman-Dhersin, Paysages de Claude Simon, Villeneuve-d'Ascq, Presses Universitaires du Septentrion, coll. « Claude Simon », 2012.
- Mireille Calle-Gruber (avec Melina Balcazar, Sarah Anaïs Crevier-Coulet et Anaïs Frantz), Claude Simon. Les vies de l'archive, Éditions universitaires de Dijon, 2014.

#### Sur des romans particuliers
- Véronique Gocel, Histoire de Claude Simon : écriture et vision du monde, Louvain, Peeters Publishers, 1996.
- Christine Genin, L'Écheveau de la mémoire. La Route des Flandres de Claude Simon, Paris, Honoré Champion, coll. « Unichamp » (n° 59), 1997.
- Dominique Viart, Une mémoire inquiète. La Route des Flandres de Claude Simon, Paris, PUF, 1997 (réédition : Presses Universitaires du Septentrion, 2010).
- Claude Simon, La Route des Flandres,  Paris, Klincksieck, coll. « Littératures contemporaines », 1997.
- Catherine Rannoux, L'Écriture du labyrinthe : Claude Simon, La Route des Flandres,  Paris, Paradigme, 2000.
- Jean-Yves Laurichesse (éd.), « Le Jardin des Plantes de Claude Simon », Cahiers de l'Université de Perpignan, no 30, 2000.

#### Sur la place de Claude Simon dans l'histoire de la littérature (comparaisons avec d'autres auteurs)
- Roger-Michel Allemand, Le Nouveau Roman, Paris, Ellipses, 1996.
- Dominique Viart (dir.),  Claude Simon, maintenant, Cahiers Claude Simon, n°2, Université de Perpignan, déc. 2006 (avec des textes de Kostas Axelos, Jean-Marie Barnaud, Pierre Bergounioux, François Bon, Yves Bonnefoy, Rachid Boudgedra, Michel Butor, Rafael Conte, Michel Deguy, Assia Djebar, John Fletcher, Jean-Paul Goux, Yves Mabin-Chennevière, Charif Majdalani, Christian Milovanoff, Giovanella Novelli, Benoît Peeters, Yves Peyré et Olivier Rolin. Créations picturales originales de Antonì Tàpies et de Gérard Titus-Carmel).
- Gilles Philippe et Julien Piat (dir.), La langue littéraire. Une histoire de la prose en France de Gustave Flaubert à Claude Simon, Paris, Fayard, 2009.
- Pierre Bergounioux, Deux écrivains français, Paris, Fario, 2009 (Julien Gracq et Claude Simon)
- Cécile Yapaudjian-Labat, Ecriture, deuil et mélancolie. Les derniers textes de Samuel Beckett, Robert Pinget et Claude Simon, Paris, Classiques Garnier, 2010.
- Laurence Cadet, De Proust à Simon: Le miroitement des textes, Paris, Honoré Champion, 2011.
- Lambert Barthélémy, Fictions contemporaines de l'errance. Peter Handke, Cormac McCarthy, Claude Simon, Classiques Garnier, 2011.
- Sabrina Parent, Poétiques de l'événement, Claude Simon, Jean Rouaud, Eugène Savitzkaya, Jean Follain, Jacques Réda, Classiques Garnier, 2011.
- Julien Piat, L'Expérimentation syntaxique dans l'écriture du Nouveau Roman (Beckett, Pinget, Simon). Contribution à une histoire de la langue littéraire dans les années 1950, Paris, Honoré Champion, 2011.
- Ian de Toffoli, La Réception du latin et de la culture antique dans l'œuvre de Claude Simon, Pascal Quignard et Jean Sorrente, Paris, Honoré Champion, 2015.
- Alléby Serge Pacome Mambo, Expériences du monde sensible dans la littérature. Description et procès de signification chez Claude Simon et Emmanuel Dongala, Paris, L'Harmattan, 2016.
- Cecilia Benaglia, Engagements de la forme. Une sociolecture des œuvres de Carlo Emilio Gadda et Claude Simon, Classiques Garnier, 2020.
- Aurélien d'Avout, La France en éclats. Écrire la débâcle de 1940, d'Aragon à Claude Simon, Bruxelles, Les Impressions Nouvelles, 2023 (présentation en ligne)
- Geneviève Dubosclard, « Claude Simon, un "lointain cousin d’Honoré de Balzac" ? »[44], Revue des jeunes chercheurs en Lettres, no 1, sld Guilhem Armand, préf. Luc Fraisse, 2006[pas clair]
- Jean-Louis Dega, « Balzac et les Géorgiques de Claude Simon », Revue du Tarn, no 174, 1999, pp. 357-368

#### Livres en anglais
- Alastair B. Duncan (dir.), Claude Simon New Directions, Edinburgh, Scottish Academic Press, 1985.
- Michael Evans, Claude Simon and the Transgressions of Modern Art, New York, Saint Martin’s Press, 1988.
- Alastair B. Duncan, Claude Simon Adventures in Words, Manchester University Press, 1994 (nouvelle édition en 2003).
- Jean H. Duffy, Reading Between the Lines. Claude Simon and the Visual Arts, Liverpool University Press, 1998.
- Jean H. Duffy et Alastair B. Duncan (dirs.), Claude Simon A Retrospective,  Liverpool University Press, 2002.